# Médaille Darwin
Ne doit pas être confondu avec Médaille Darwin-Wallace.
La médaille Darwin est attribuée par la Royal Society un an sur deux à un biologiste ou à un couple de biologistes. Cette récompense vise à distinguer des recherches dans un domaine de la biologie sur lequel Charles Darwin a travaillé.
Créée en 1890, cette distinction est accompagnée en 2016 d'une récompense de 2 000 £.
A l'instar de la plupart des prix remis par la Royal Society, les candidats doivent être citoyens d'un État du Commonwealth ou d'Irlande, ou y avoir vécu au cours au moins les trois années précédant leur nomination.
Depuis sa création, la médaille a notamment été remise à Francis Darwin, fils de Charles Darwin, et à deux couples mariés, Jack et Yolande Heslop-Harrison en 1982 et Peter et Rosemary Grant en 2002. cette distinction a été remise pour la première fois à Alfred Russel Wallace, biologiste et naturaliste codécouvreur de théorie de l'évolution par la sélection naturelle avec Charles Darwin. 

## Liste des récipiendaires
- 1890 : Alfred Russel Wallace (1823-1913)
- 1892 : Joseph Dalton Hooker (1817-1911)
- 1894 : Thomas Henry Huxley (1825-1895)
- 1896 : Giovanni Battista Grassi (1854-1925)
- 1898 : Karl Pearson (1857-1936)
- 1900 : Ernst Haeckel (1834-1919)
- 1902 : Sir Francis Galton (1822-1911)
- 1904 : William Bateson (1861-1926)
- 1906 : Hugo de Vries (1848-1935)
- 1908 : August Weismann (1834-1914)
- 1910 : Roland Trimen (1840-1916)
- 1912 : Francis Darwin (1848-1925)
- 1914 : Sir Edward Bagnall Poulton (1856-1943)
- 1916 : Yves Delage (1854-1920)
- 1918 : Henry Fairfield Osborn (1857-1935)
- 1920 : Sir Rowland Henry Biffen (1874-1949)
- 1922 : Reginald Punnett (1875-1967)
- 1924 : Thomas Hunt Morgan (1866-1945)
- 1926 : Dukinfield Henry Scott (1854-1934)
- 1928 : Leonard Cockayne (1855-1934)
- 1930 : Ernst Johannes Schmidt (1877-1933)
- 1932 : Carl Erich Correns (1864-1933)
- 1934 : Albert Charles Seward (1863-1941)
- 1936 : Edgar Johnson Allen
- 1938 : Frederick Orpen Bower (1855-1948)
- 1940 : James Peter Hill
- 1942 : David Meredith Seares Watson (1886-1973)
- 1944 : John Stanley Gardiner
- 1946 : D’Arcy Thompson (1860-1948)
- 1948 : Ronald Fisher (1890-1962)
- 1950 : Felix Eugen Fritsch
- 1952 : John Burdon Sanderson Haldane (1892-1964)
- 1954 : Edmund Brisco Ford
- 1956 : Julian Sorell Huxley (1887-1975)
- 1958 : Gavin de Beer
- 1960 : Edred John Henry Corner
- 1962 : George Gaylord Simpson (1902-1984)
- 1964 : Kenneth Mather
- 1966 : Harold Munro Fox
- 1968 : Maurice Yonge
- 1970 : Charles Sutherland Elton
- 1972 : David Lack (1910-1973)
- 1974 : Philip MacDonald Sheppard (1921-1976)
- 1976 : Charlotte Auerbach
- 1978 : Guido Pontecorvo
- 1980 : Sewall Wright
- 1982 : Jack Heslop-Harrison ; Yolande Heslop-Harrison
- 1984 : Ernst Mayr (1904-2005)
- 1986 : John Maynard Smith (1920-2004)
- 1988 : William Donald Hamilton (1936-2000)
- 1990 : John L. Harper
- 1992 : Motoo Kimura (1924-1994)
- 1994 : Peter Anthony Lawrence
- 1996 : John Sulston
- 1998 : Michael Denis Gale et Graham Moore
- 2000 : Brian Charlesworth
- 2002 : Peter et Rosemary Grant
- 2004 : Enrico Coen et Rosemary Carpenter
- 2006 : Nick Barton
- 2008 : Geoff Parker
- 2010 : Bryan Clarke
- 2012 : Tim Clutton-Brock
- 2014 : John Sutherland
- 2016 : Caroline Dean
- 2018 : Bill Hill
- 2019 : Peter Holland
- 2020 : Robert Martienssen
- 2021 : Dolph Schluter
- 2022 : Martin Embley
- 2023 : Peter Campbell
- 2024 : Paul M. Sharp